# Новоспаское
Новоспаское (на руски: Новоспасское) е селище от градски тип в Русия, административен център на Новоспаски район, Уляновска област. Населението му към 1 януари 2018 година е 10 676 души.